# مار قرمز فلوریدا
مار قرمز فلوریدا (نام علمی: Cemophora coccinea coccinea) نام یک زیرگونه از گونه مار قرمز است.